# Daphnellinae
Daphnellinae é uma subfamília de gastrópodes pertencente à família Turridae.

## Gêneros
- Gênero Abyssobela Kantor & Sysoev, 1986
- Gênero Acamptodaphne Shuto, 1971
- Gênero Aliceia Dautzenberg & Fischer, 1897
- Gênero Antimitra Iredale, 1917
- Gênero Asperdaphne Hedley, 1922
- Gênero Austrodaphnella Laseron, 1954
- Gênero Bathybela Kobelt, 1905
- Gênero Buccinaria Kittl, 1887
- Gênero Cenodagreutes E.H. Smith, 1967
- Gênero Clinura Bellardi, 1875
- Gênero Clinuropsis Vincent, 1913
- Gênero Cryptodaphne Powell, 1942
- Gênero Daphnella Hinds, 1844
- Gênero Daphnellopsis Schepman, 1913
- Gênero Diaugasma Melvill, 1917
- Gênero Eubela Dall, 1889
- Gênero Eucyclotoma Boettger, 1895
- Gênero Euryentmema Woodring, 1928
- Gênero Exomilus Hedley, 1918
- Gênero Famelica Bouchet & Waren, 1980
- Gênero Fusidaphne Laseron, 1954
- Gênero Isodaphne Laseron, 1954
- Gênero Kermia Oliver, 1915
- Gênero Kuroshiodaphne Shuto, 1965
- Gênero Lusitanops Nordsieck, 1968
- Gênero Maoridaphne Powell, 1942
- Gênero Microdaphne McLean, 1971
- Gênero Microgenia Laseron, 1954
- Gênero Mioawateria Vella, 1954
- Gênero Neopleurotomoides Shuto, 1971
- Gênero Nepotilla Hedley, 1918
- Gênero Pagodidaphne Shuto, 1983
- Gênero Phymorhynchus Dall, 1908
- Gênero Pleurotomella Verrill, 1872
- Gênero Pontiothauma E.A. Smith, 1895
- Gênero Pseudodaphnella Boettger, 1895
- Gênero Raphitoma Bellardi, 1848
- Gênero Rimosodaphnella Cossmann, 1916
- Gênero Rocroithys Sysoev & Bouchet, 2001
- Gênero Rugobela Finlay, 1924
- Gênero Spergo Dall, 1895
- Gênero Stilla Finlay, 1926
- Gênero Taranidaphne Morassi & Bonfitto, 2001
- Gênero Tasmadaphne Laseron, 1954
- Gênero Teleochilus Harris, 1897
- Gênero Teretia Norman, 1888
- Gênero Teretiopsis Kantor & Sysoev, 1989
- Gênero Thatcheria Angas, 1877
- Gênero Thatcheriasyrinx Powell, 1969
- Gênero Thatcherina Vera-Pelaez, 1998
- Gênero Thesbia Jeffreys, 1867
- Gênero Theta A.H. Clarke, 1959
- Gênero Tritonoturris Dall, 1924
- Gênero Truncadaphne McLean, 1971
- Gênero Tuskaroria Sysoev, 1988
- Gênero Typhlodaphne Powell, 1951
- Gênero Veprecula Melvill, 1917
- Gênero Vepridaphne Shuto, 1983
- Gênero Xanthodaphne Powell, 1942
- Gênero Zenepos Finlay, 1926